# UNIT

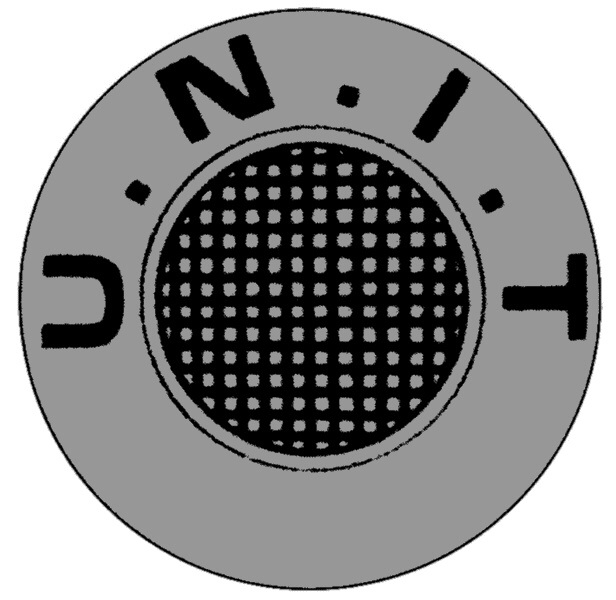

유닛(UNIT)은 드라마 <닥터 후>에 등장하는 가상의 국제적 외계 대응 기구이다. UNified Intelligence Taskforce의 줄임말로, 원래 UN 산하 기관이라는 설정으로 United Nations~였지만 실제 UN의 요청에 의해 Unified~ 로 명칭을 바꾸었다. 뉴 시즌 4에서 마사 존스가 한때 있었던 곳이기도 하다. 다른 여타의 국제 기구와 마찬가지로 거점을 중립국인 스위스 제네바에 두고 있다.

## 시리즈 내에서의 역사
2대 닥터 시리얼 <The Web of Fear(공포의 웹)>에서, '위대한 지성체'라는 이름의 외계인은 로봇 예티를 이용해 런던을 침공한다. 이후 닥터와 그 동행인들의 활약으로 위대한 지성체는 지구에서 쫓겨나게 되고, 이 사건을 계기로 외계의 위협에 대처하는 전문 기구의 필요성이 두각된다. 이렇게 만들어진 것이 UNIT, 즉 국제연합정보기동대(United Nations Intelligence Taskforce)이다.
드라마 내에서는 2대 닥터 시리얼 <The Invasion(침공)>에 처음 등장하며, 이후 3대 닥터가 지구에 유배되면서 지속적으로 <닥터 후>에 등장한다.
정확히 언제, 왜 바뀌었는지는 알 수 없지만 21세기에 그 이름이 UNified Intelligence Taskforce로 바뀐다.

## 주요 인물
드라마 내에서의 역사가 오래된 만큼 UNIT의 직원 역시 여럿 알려져있다. 여기서는 간단히 중요 인사만을 짚고 넘어가기로 한다.
- 앨리스터 고든 레스브릿지-스튜어트 준장(Brigadier Alistair Gordon Lethbridge-Stewart)

위대한 지성체가 런던을 침공했을 때, 대령의 신분으로 닥터를 도와 위대한 지성체를 물리쳤다. 이후 유엔에 외계 대응 기구의 필요성을 역설하여 UNIT의 설립에 큰 기여를 하였다. UNIT이 생기면서 준장으로 진급했고, 동시에 영국 지부의 수장이 되었다. 3대 닥터가 지구에 유배되자 그의 경험을 높이 사 UNIT의 과학 고문 자리에서 일할 수 있도록 자리를 마련해주었고, 그 뒤로도 물심양면으로 닥터를 돕는다. UNIT에서 은퇴한 후에는 브렌든 공립학교에서 수학 교사로 일했지만, 나중에 다시 UNIT에 합류한다. 정확히 언제인지는 알 수 없으나 2013년이 되기 전 사망하였다.
- 닥터(The Doctor)

UNIT의 과학 고문. 2대 닥터 때 역사에 간섭한 죄로 강제 재생성 당함과 동시에 지구에 유배되면서, UNIT의 과학 고문으로 발탁되어 살아간다. 3대 닥터가 재생성하면서 UNIT을 떠났지만, 공식적으로는 지금까지도 그 직위를 유지하고 있다. 군대식 사고와 관료주의를 부정적으로 여기는 3대 닥터의 성격 때문에 가끔씩 마찰을 빚기도 하지만, 지구 유배가 사면되고 난 후에도 UNIT을 돕는 등 정든 듯한 모습을 보이기도 한다.
- 마이크 예이츠 대위(Captain Mike Yates)

UNIT의 대위. 3대 닥터 <Terror of the Autons(어우턴의 공포)>에서 처음 등장했다.
병장 존 벤튼과 함께 닥터를 자주 돕는 모습을 보였다. 특히, 닥터의 동행인이자 UNIT의 멤버인 조 그란트와 로맨틱한 관계로 그려지기도 한다. 하지만 <The Green Death(녹색 죽음)>에서 컴퓨터 BOSS에 의해 뇌세척을 당했고, 이 때 사건의 여파인지는 몰라도 인간들을 모두 없애려는 황금 시대 작전(Operation Golden Age)에 참여했다가 들통나면서 UNIT에서 쫓겨난다. 훗날, 자신이 다니던 명상 센터에서 수상한 일이 벌어지고 있다는 것을 눈치채자 사라제인 스미스를 통해 닥터에게 알린다.
훗날 <The Five Doctors(다섯 닥터)>에서 닥터가 다크 타워로 진입하려 할 때, 마이크 예이츠의 환영이 나타나 닥터의 진입을 막으려 했다.
- 존 벤튼 병장(Sergeant John Benton)

UNIT의 병장. 마이크 예이츠 대위와 함께 자주 닥터를 돕는다.
2대 닥터 시리얼 <The Invasion(침공)>에서 처음 나온 후 지속적으로 등장하며 UNIT의 주요 등장인물로 자리잡는다. 훗날 준위로 진급하며, 레스브릿지 스튜어트 준장의 말에 따르면 은퇴한 후 중고차 판매원이 됐다고 한다.
- 엘리자베스 쇼(Elizabeth Shaw)

애칭은 리즈 쇼(Liz Shaw). 케임브릿지 대학의 박사이자 UNIT의 과학 고문이다. 닥터가 지구에 왔다는 것을 몰랐던 준장에 의해 UNIT의 멤버로 발탁된다.
처음에는 외계인의 존재에 대해 회의적이었으나 닥터와 함께 어우턴 침공 사건을 겪으면서 닥터의 조수로 다양한 사건에 참여한다. 이후 연구를 위해 케임브릿지로 돌아가지만 나중에 다시 UNIT에 합류한 것으로 보인다. UNIT에서 닥터의 장례식이 치러지고 있을 때, 달기지에 있어서 장례식에 참석하지 못했다는 말이 나온다.
예이츠 대위와 마찬가지로 <The Five Doctors>에서 엘리자베스 쇼의 환영이 닥터를 막으려 했다.
- 조세핀 그란트(Josephine Grant)

애칭은 조 그란트(Jo Grant). 닥터의 조수이자 동행인이다. 국제연합(UN)에서 일하는 삼촌을 통해 UNIT에 취직한다.
천재 과학자였던 엘리자베스 쇼와 달리 과학에 대해 잘 알지 못했기 때문에 처음에는 닥터 쪽에서 거절하지만, 같이 어우턴 침공을 막으면서 친해지게 된다. 비록 과학을 잘 알지 못해 종종 닥터로부터 핀잔을 듣지만 탈출기술을 포함, 다양한 재주를 가지고 있다. <The Green Death(녹색 죽음)>에서 과학자 클리포드 존스(Clifford Jones)와 사랑에 빠지면서 닥터와 UNIT을 떠난다. 그 후 환경운동과 정치운동을 벌이며 살며 7명의 자식과 13명의 손자손녀를 둔 것으로 나온다.
훗날, 닥터의 장례식에 참가했다가 닥터를 다시 만나게 된다.
- 케이트 스튜어트(Kate Stewart)

레스브릿지-스튜어트 준장의 딸. 특혜를 받고싶지 않다며 이름에서 '레스브릿지'를 뗐다.
21세기, 아버지와 마찬가지로 UNIT에서 일하게 되었으며 특히 UNIT을 과학자 중심의 단체로 바꿔나갔다.

## UNIT 연대측정 논란
UNIT 연대측정 논란(UNIT Dating Controversy)이란 UNIT 및 그 직원들의 역사에 관한 설정충돌을 의미한다. 5대 닥터 시리얼 <Mawdryn Undead(불사신 머드린)>에서, 레스브릿지-스튜어트 준장과 벤튼 병장은 각각 1976년과 1979년에 UNIT을 은퇴했다는 말이 나온다. 하지만 UNIT의 최초 등장 시리얼인 <The Invasion(침공)>의 배경이 1979년임을 감안할 때, 이는 명백히 틀린 진술이다. 이 외에도 수많은 모순점들이 존재하며, 이들로 인해 UNIT과 관련해서는 연대를 정리하는 것이 거의 불가능하게 되었다.
실제로 10대 닥터 에피소드 <The Sontaran Stratagem(손타란의 계략)>, 11대 닥터 게임 <The Eternity Clock(영원의 시계)>, 50주년 스페셜 <The Day of the Doctor(닥터의 날)> 등에서는 닥터가 UNIT에서 일했던 시기에 대한 언급이 나오는데, 모두 "70년대 또는 80년대"와 같이 두루뭉술하게만 언급될 뿐 더 이상의 자세한 연도는 나오지 않는다.